# よしもと福岡劇場
よしもと福岡劇場（よしもとふくおかげきじょう）は福岡市中央区にある劇場。吉本興業が運営する漫才、コント、喜劇などを上演する演芸専門劇場。大和証券が命名権（ネーミングライツ）を保有しており、命名権に基づく名称はよしもと福岡 大和証券劇場。2023年3月31日に、よしもと福岡 大和証券/CONNECT劇場より改称、2024年5月1日に、よしもと福岡 ダイワファンドラップ劇場より改称。愛称は「フクゲキ」。

## 概要
福岡市中央区地行浜の福岡PayPayドーム横に建設されたエンターテインメント施設の「E・ZO FUKUOKA」の7階に吉本興業福岡支社所属の芸人が主に出演する常設の劇場として2020年7月31日に開業。杮落し公演として過去に福岡吉本所属だった博多華丸・大吉、パンクブーブー、バッドボーイズ、地元福岡県出身のロバートによる漫才・コントが行われた。座席数は501席（収容人数は549人）であり、吉本興業の常設劇場としてはなんばグランド花月（946人収容）、祇園花月（557人収容）に次ぐ規模の劇場である。これまで福岡吉本は、博多駅交通センター内に吉本ゴールデン劇場（2003年閉場）、北九州市小倉のあるあるcity内にあるあるYY劇場（2015年閉場）、福岡市天神のビブレ7階のビブレホールをよしもと天神ビブレホール（2020年閉場）として常設の劇場を運営していたが、いずれの劇場よりも過去最大の規模となる。

## 出演メンバー
※2025年1月現在

### ネクストメンバー
- カーネギー
- ザ・ローリングモンキー
- 中村圭太
- むなかったん
- 太宰
- パフェ
- 喜喜かいばしら
- パスタとパスタ

### 劇場メンバー
- ダイノジ
- サカイスト
- メガモッツ
- メタルラック
- しゃかりき
- カイキンショウ（カイラ、ショウきん）
- 気になるあの娘
- メリコンドル
- かば鴉
- ラブちゃん
- 金曜ギャル
- スポットライト
- 超蝶効果
- パグ
- プテラノドンごろう
- 由希也
- 超人パンダ
- やまだチャンピオンシップ